# Bazouges Cré sur Loir
Bazouges Cré sur Loir község Franciaország Loire mente régiójában, Sarthe megyében. Új községként 2017. január 1-jén jött létre Bazouges-sur-le-Loir és Cré-sur-Loir község egyesítésével. Az egyesüléskor az új község lélekszáma 2118 fő lett. Lakosainak száma 1946 fő (2022. január 1.).

## Népesség
| Lakosok száma | 2057 | 2070 | 2048 | 2021 | 1993 | 1975 | 1951 | 1946 |
|               | 2013 | 2015 | 2017 | 2018 | 2019 | 2020 | 2021 | 2022 |